# Caramba (Band)
Caramba ist ein Spaß-Musikprojekt des schwedischen Tontechnikers und Produzenten Michael B. Tretow mit dem Sänger Ted Gärdestad und weiteren Musikern aus dem Umfeld von ABBA.

## Hintergrund
1981 nahm er ein Album mit fröhlichen Songs in den Stilen verschiedener Länder auf. Dazu wurden Nonsens-Texte gesungen, die nach den jeweiligen Landessprachen klingen sollten. Alle Beteiligten wählten für die Credits ebenfalls Nonsensnamen, so dass bis heute nur wenige von ihnen bekannt sind. Neben Tretow und Gärdestad, die Caramba-Songs in ihren Greatest-Hits-Kompilationen aufgenommen haben, gilt nur die Beteiligung von ABBA-Begleitschlagzeuger Roger Palm sowie von Björn Skifs von Blue Swede als sicher. Veröffentlicht wurde unter dem fiktiven Labelnamen Trash Records.
Der bekannteste Song des Projekts ist Hubba Hubba Zoot-Zoot. Er wurde zum Nummer-eins-Hit in Schweden und Norwegen und auch in anderen europäischen Ländern bekannt. In Deutschland lief das Stück im Abspann der Sketch-Musiksendung Bananas.

## Diskografie

### Alben
- 1981: Caramba

### Singles
- 1980: Hubba Hubba Zoot-Zoot
- 1981: Carambas Jul